# Paniermehl

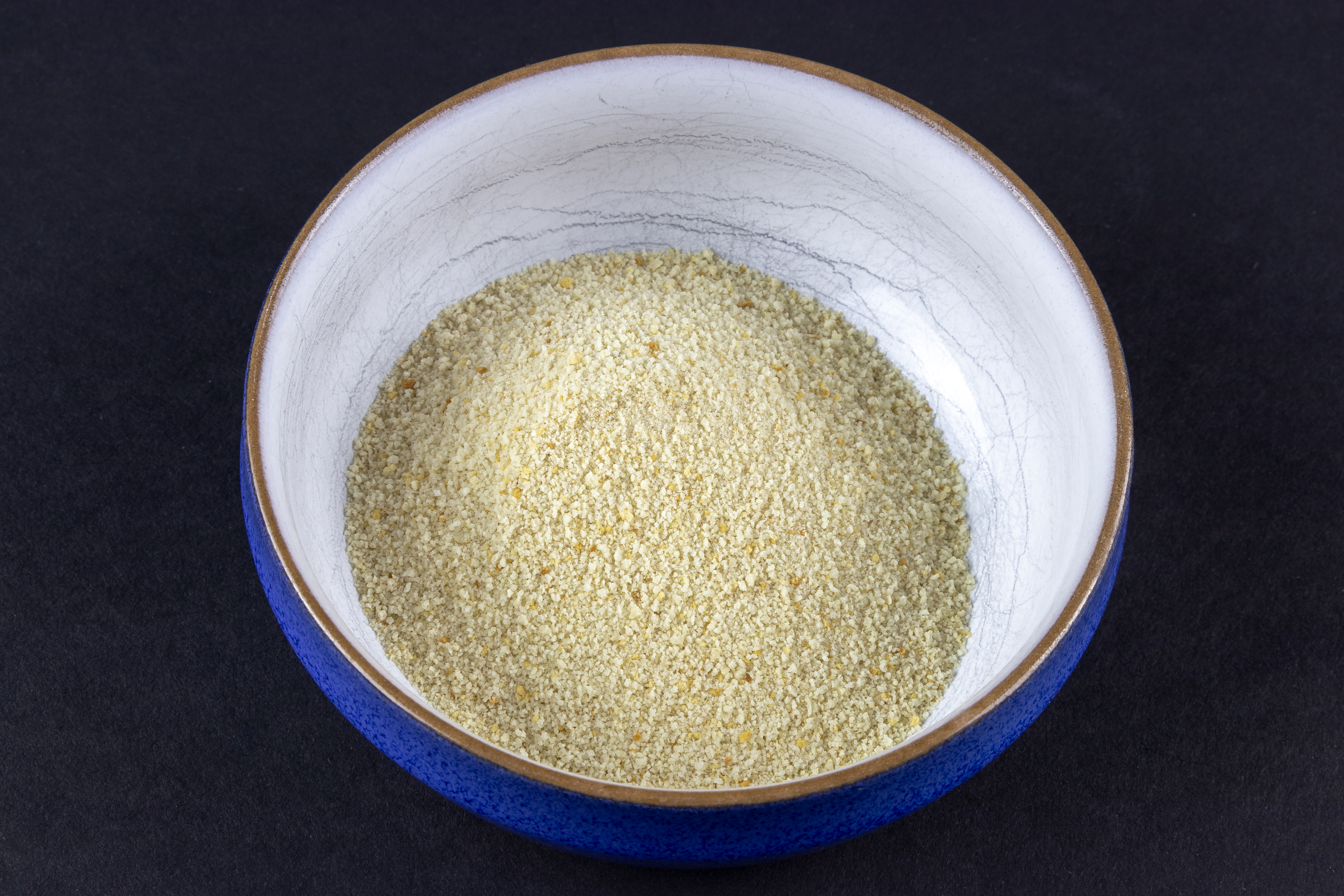
Paniermehl

Paniermehl (von französisch paner „mit geriebenem Brot bestreuen“), auch Panierbrot, geriebene Semmel, Semmelmehl, Semmelbrösel, Weckmehl oder Mutschelmehl genannt, wird aus trockenem Weißbrot oder trockenen Brötchen durch Reiben oder Mahlen hergestellt. Es dient zum Panieren von Fleisch (z. B. Wiener Schnitzel), Fisch und anderem Gebratenem, zur Bindung von Füllungen und Ähnlichem.
In reichlich Butter goldbraun geröstet, wird Paniermehl als Zutat für süße Strudel oder Knödel (Klöße) verwendet und dient in der polnischen Küche als traditionelle Ergänzung (Polonaise) zu Gemüse. In der schwäbischen Küche wird eben jenes oft auf Spätzle gegeben, um diese zu verfeinern. Panko, ein Paniermehl aus der Brotkrume, stammt aus der japanischen Küche. Für Fertiggerichte und die Gastronomie werden spezielle Paniermehle hergestellt, die z. B. dafür sorgen, dass eine ungebratene Panierung nicht aufweicht oder panierte Gerichte auch warmgehalten knusprig bleiben.